# Las Tres B
Las Tres B är en ort i Mexiko.   Den ligger i kommunen Altamira och delstaten Tamaulipas, i den centrala delen av landet, 400 km norr om huvudstaden Mexico City. Las Tres B ligger 8 meter över havet och antalet invånare är 121.
Terrängen runt Las Tres B är platt. Runt Las Tres B är det ganska tätbefolkat, med 104 invånare per kvadratkilometer. Närmaste större samhälle är Cuauhtémoc, 10,0 km öster om Las Tres B. Trakten runt Las Tres B består till största delen av jordbruksmark.